# 粒唇鲻
粒唇鲻（学名：Crenimugil crenilabis），俗名烏魚、烏仔、烏仔魚，为輻鰭魚綱鯔形目鲻科粒唇鲻属其中一種。

## 分布
本魚分布於印度太平洋區，包括紅海、東非、南非、馬達加斯加、模里西斯、塞席爾群島、留尼旺、阿曼、葉門、馬爾地夫、斯里蘭卡、巴基斯坦、孟加拉、印度、日本、泰國、馬來西亞、緬甸、俄羅斯、中國、台灣、柬埔寨、新加坡、越南、菲律賓、印尼、澳洲、新喀里多尼亞、薩摩亞群島、紐埃、東加、帛琉、吉里巴斯、馬紹爾群島等海域。该物种的模式产地在红海。

## 深度
水深0至40公尺。

## 特徵
本魚體延長，前部近圓筒型，後部側扁。上唇1/3處具突起或形成瘤狀物。上下頷無齒，僅舌頭有齒。背鰭硬棘4至5枚、背鰭軟條8至9枚；臀鰭硬棘3枚、臀鰭鰭條9枚。一縱列鱗片37至41枚。胸鰭黃色，基底上部具一暗藍色點。體長可長60公分。

## 生態
本魚棲息在淺海與河口區，但不溯游入河川，初孵仔魚，以攝食浮游生物為主，隨著體長的增長，幼魚食性漸由動物性轉為植物性，以吞食海底淤泥中的矽藻及有機碎屑為食。成長迅速，周年於即以成熟。

## 經濟利用
屬於高經濟價值的食用魚，但沒有烏魚那麼飽滿的卵，體型也較小。為養殖魚類，紅燒、煮湯均宜。

## 扩展阅读
維基物種上的相關：粒唇鲻